# Egerniinae
Egerniinae zijn een onderfamilie van hagedissen uit de familie skinken (Scincidae).

## Naam en indeling
De groep werd voor het eerst wetenschappelijk beschreven door Kenneth R. G. Welch in 1982. Er zijn 61 soorten in acht geslachten. Eén geslacht (Corucia) is monotypisch en wordt slechts vertegenwoordigd door de reuzenskink van de Salomonseilanden.

## Uiterlijke kenmerken
Veel soorten hebben en typisch skink-achtig uiterlijk met goed ontwikkelde poten, gladde schubben en een lange staart. Er komen geen pootloze soorten voor zoals bij veel andere onderfamilies van skinken het geval is. De stekelskinken en de helmskinken hebben sterk gekielde tot stekelige schubben.

## Verspreiding en habitat
De verschillende soorten komen voor in Australië en delen van zuidelijk Azië. De habitat kan sterk verschillen; veel soorten komen voor in droge gebieden maar andere zijn voornamelijk in tropische bossen te vinden.

## Geslachten
| Naam                       | Aantal soorten | Auteur                   | Verspreidingsgebied | Voorbeeldsoort | Naam                    |
| -------------------------- | -------------- | ------------------------ | --- | -------------- | ----------------------- |
| Bellatorias                | 3              | Wells & Wellington, 1984 | Australië (New South Wales, Noordelijk Territorium, Queensland), Nieuw-Guinea                                                           |                | Bellatorias major       |
| Corucia                    | 1              | Gray, 1855               | Salomonseilanden |                | Corucia zebrata         |
| Cyclodomorphus             | 9              | Fitzinger, 1843          | Australië (New South Wales, Noordelijk Territorium, Queensland, Tasmanië, Victoria, West-Australië, Zuid-Australië)                     |                | Cyclodomorphus michaeli |
| Stekelskinken (Egernia)    | 17             | Gray, 1838               | Australië (New South Wales, Noordelijk Territorium, Queensland, Victoria, West-Australië, Zuid-Australië)                               |                | Egernia cunninghami     |
| Liopholis                  | 12             | Fitzinger, 1843          | Australië (Australian Capital Territory, New South Wales, Noordelijk Territorium, Queensland, Victoria, West-Australië, Zuid-Australië) |                | Liopholis whitii        |
| Lissolepis                 | 2              | Peters, 1872             | Australië (Victoria, West-Australië, Zuid-Australië, mogelijk in New South Wales)                                                       |                | Lissolepis coventryi    |
| Blauwtongskinken (Tiliqua) | 7              | Gray, 1825               | Australië, Indonesië, Papoea-Nieuw-Guinea                                                                                               |                | Tiliqua rugosa          |
| Helmskinken (Tribolonotus) | 10             | Duméril & Bibron, 1839   | Indonesië, Papoea-Nieuw-Guinea |                | Tribolonotus gracilis   |